# Neustadt in Holstein
Neustadt in Holstein är en stad i distriktet Ostholstein i Schleswig-Holstein i norra Tyskland. Staden ligger på västra sidan om Lübeckbukten, cirka 3 mil norr om Lübeck, och motorvägen A1 går förbi staden. Folkmängden uppgår till cirka 16 000 invånare.

## Bildgalleri

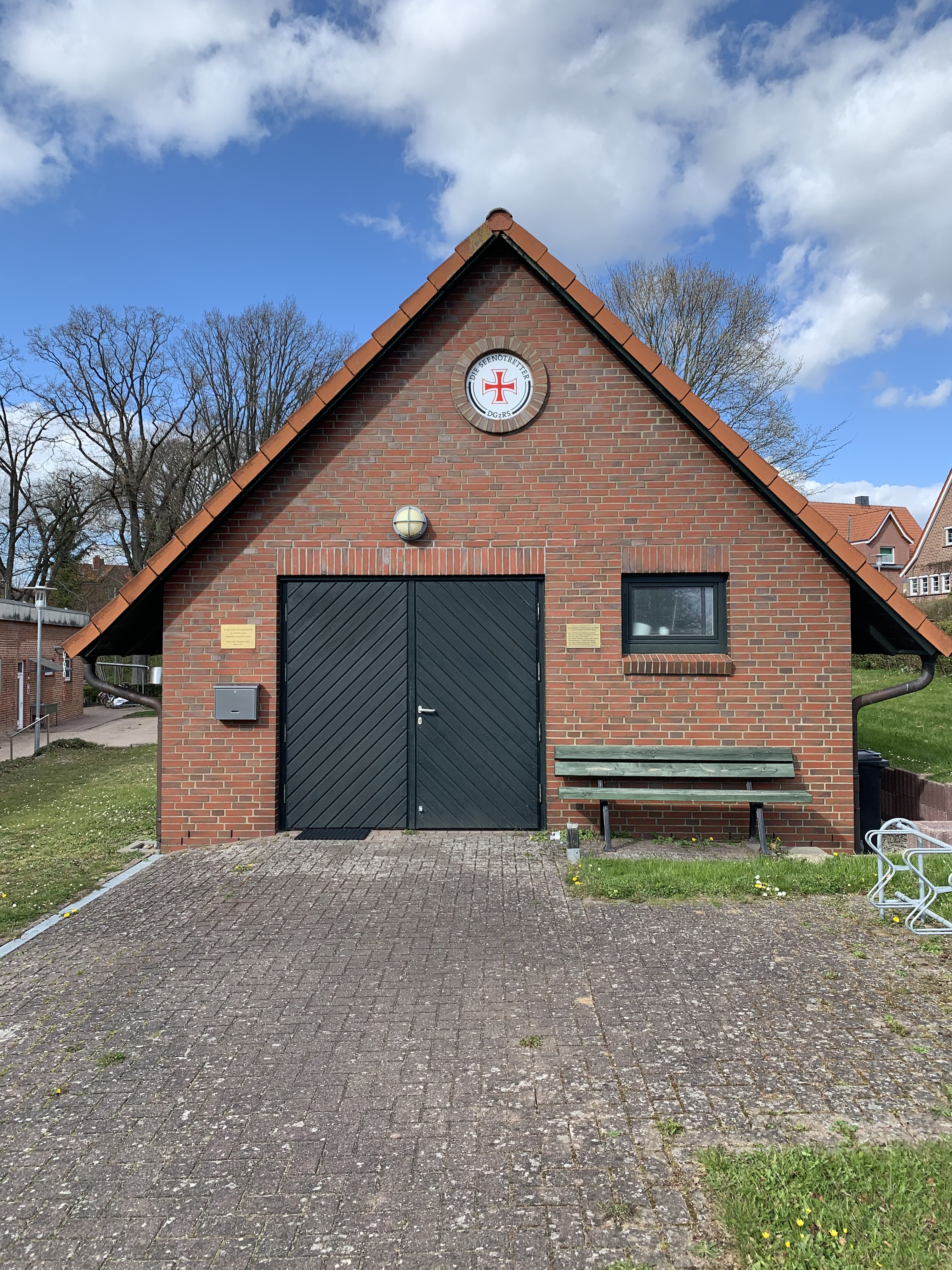
Sjöräddningsstationen i Neustadt in Holstein
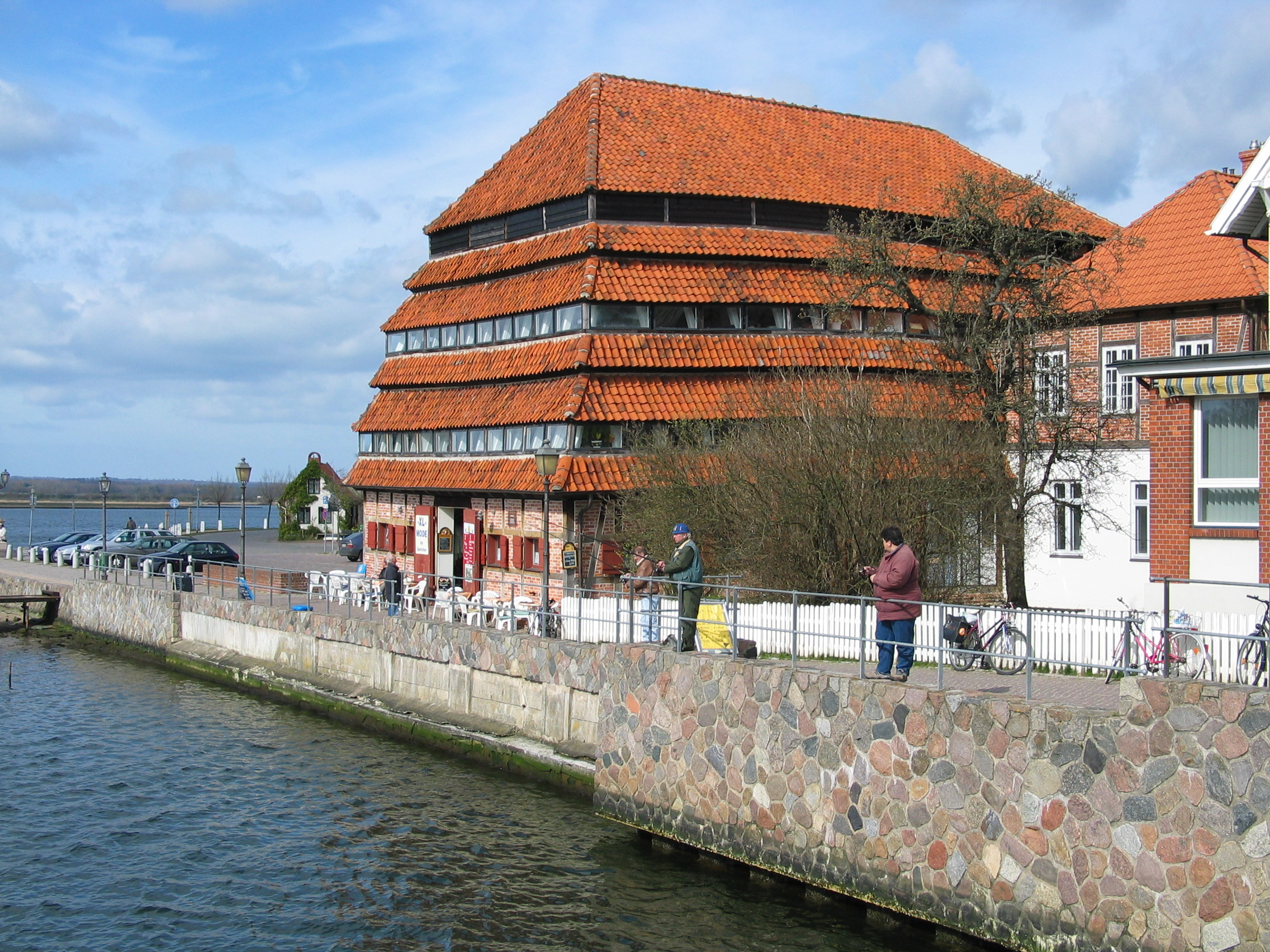
Pagodenspeicher, sädesmagasin från 1830
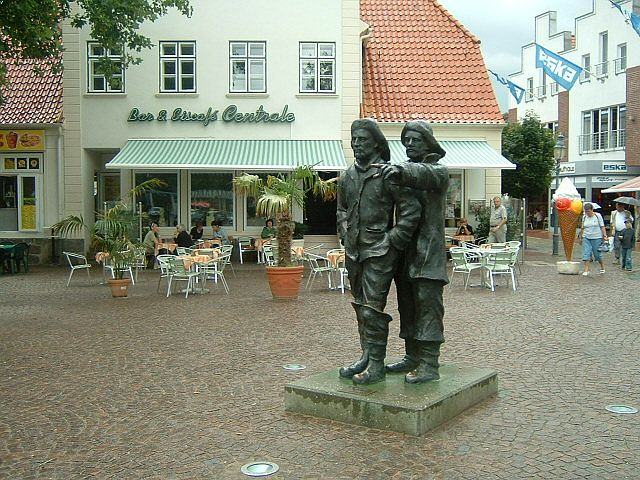
Marknadstorget med skulptur av Serge Mangin från 1994
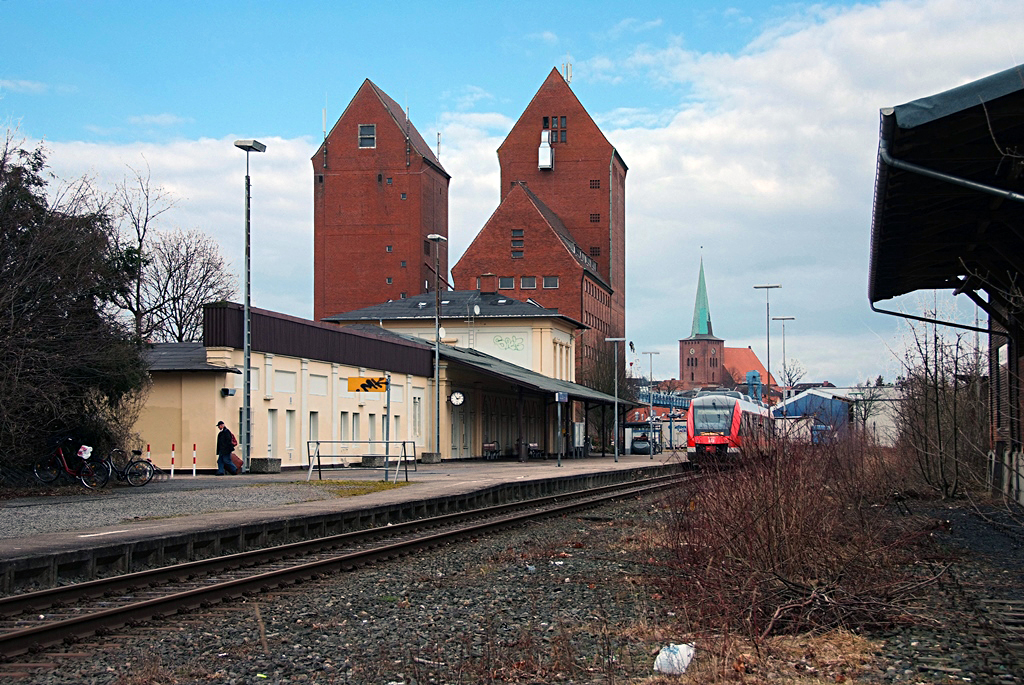
Järnvägsstationen och Stadtkirche